# Florbal na Světových hrách 2022
Florbal na Světových hrách 2022 byl druhý florbalový turnaj na Světových hrách, pořádaný od 8. do 12. července 2022 v rámci Světových her 2022.
Stejně jako na předešlých hrách se testovala hra v délce třikrát 15 minut (místo obvyklých 20 minut) a se soupiskou omezenou na 14 hráčů. Hrál se opět jen mužský turnaj. Soutěžilo osm týmů, o dva více než na předešlých hrách.
Titul z předchozích Světových her i posledního mistrovství světa obhájila reprezentace Švédska. Česko v zápase o bronz porazilo Lotyšsko, a získalo první medaili z Her. Lotyšsko poprvé na velkém mezinárodním turnaji bojovalo o medaile.

## Kvalifikace
Turnaje se automaticky účastnila reprezentace pořádajících Spojených států. Dále se kvalifikovalo pět nejlépe umístěných reprezentací z odloženého Mistrovství světa ve florbale 2020, které proběhlo v prosinci 2021. Bylo to týmy Švédska, Finska, Česka, Švýcarska a Lotyšska. Mimo nich postoupily i nejlépe umístěný tým Ameriky a nejlépe umístěný tým Asie a Oceánie, tedy Kanada a Thajsko.
| Kritérium                    | Tým       | Poř. MS | Poř. IFF |
| ---------------------------- | --------- | ------- | -------- |
| Hostitelská země             | USA       | 15.     | 17.      |
| Prvních pět týmů             | Švédsko   | 1.      | 1.       |
| Prvních pět týmů             | Finsko    | 2.      | 2.       |
| Prvních pět týmů             | Česko     | 3.      | 3.       |
| Prvních pět týmů             | Švýcarsko | 4.      | 4.       |
| Prvních pět týmů             | Lotyšsko  | 5.      | 5.       |
| Nejlepší země Ameriky        | Kanada    | 12.     | 11.      |
| Nejlepší země Asie a Oceánie | Thajsko   | 13.     | 14.      |

## Základní skupiny

### Los
Los turnaje proběhl 14. ledna 2022. Osm účastnických týmů bylo rozděleno do dvou skupin.

### Systém
Ve skupinách týmy od 8. do 10. července 2022 hrály každý s každým. Z každé skupiny postoupily dva nejlepší týmy do dvoukolového play-off, které proběhlo 11. a 12. července. Ostatní týmy hrály o umístění.
Legenda
Všechny časy zápasů jsou uvedeny v centrálním letním čase USA (UTC -5, SELČ -7).

### Skupina A

#### Tabulka
| Poř. | Tým       | Z | V | R | P | VG | IG | +/- | B |
| ---- | --------- | - | - | - | - | -- | -- | --- | - |
| 1.   | Švédsko   | 3 | 2 | 1 | 0 | 29 | 7  | +22 | 5 |
| 2.   | Lotyšsko  | 3 | 2 | 1 | 0 | 27 | 13 | +14 | 5 |
| 3.   | Švýcarsko | 3 | 1 | 0 | 2 | 15 | 12 | +3  | 2 |
| 4.   | Thajsko   | 3 | 0 | 0 | 3 | 6  | 45 | -39 | 0 |

#### Zápasy
| 8. července 2022 9:30 | Švédsko | 6 : 6 (2:1, 2:4, 2:1) | Lotyšsko | BJCC, Birmingham Návštěvnost: 456 |  |

| Zpráva |

| 8. července 2022 15:30 | Švýcarsko | 10 : 3 (4:0, 2:2, 4:1) | Thajsko | BJCC, Birmingham Návštěvnost: 247 |  |

| Zpráva |

| 9. července 2022 9:30 | Thajsko | 1 : 20 (0:6, 1:6, 0:8) | Švédsko | BJCC, Birmingham Návštěvnost: 259 |  |

| Zpráva |

| 9. července 2022 15:30 | Švýcarsko | 5 : 6 (2:2, 2:2, 1:2) | Lotyšsko | BJCC, Birmingham Návštěvnost: 603 |  |

| Zpráva |

| 10. července 2022 9:30 | Thajsko | 2 : 15 (1:5, 1:3, 0:7) | Lotyšsko | BJCC, Birmingham Návštěvnost: 156 |  |

| Zpráva |

| 10. července 2022 12:00 | Švýcarsko | 0 : 3 (0:2, 0:1, 0:0) | Švédsko | BJCC, Birmingham Návštěvnost: 281 |  |

| Zpráva |

### Skupina B

#### Tabulka
| Poř. | Tým    | Z | V | R | P | VG | IG | +/- | B |
| ---- | ------ | - | - | - | - | -- | -- | --- | - |
| 1.   | Finsko | 3 | 3 | 0 | 0 | 39 | 3  | +36 | 6 |
| 2.   | Česko  | 3 | 2 | 0 | 1 | 33 | 6  | +27 | 4 |
| 3.   | Kanada | 3 | 1 | 0 | 2 | 9  | 38 | -29 | 2 |
| 4.   | USA    | 3 | 0 | 0 | 3 | 4  | 38 | -34 | 0 |

#### Zápasy
| 8. července 2022 12:01 | Finsko | 18 : 0 (5:0, 6:0, 7:0) | Kanada | BJCC, Birmingham Návštěvnost: 119 |  |

| Zpráva |

| 8. července 2022 18:15 | Česko | 13 : 1 (3:0, 6:0, 4:1) | USA | BJCC, Birmingham Návštěvnost: 179 |  |

| Zpráva |

| 9. července 2022 11:59 | Finsko | 5 : 3 (2:0, 2:1, 1:2) | Česko | BJCC, Birmingham Návštěvnost: 667 |  |

| Zpráva |

| 9. července 2022 18:00 | USA | 3 : 9 (0:2, 1:2, 2:5) | Kanada | BJCC, Birmingham Návštěvnost: 703 |  |

| Zpráva |

| 10. července 2022 15:30 | Česko | 17 : 0 (4:0, 7:0, 6:0) | Kanada | BJCC, Birmingham Návštěvnost: 204 |  |

| Zpráva |

| 10. července 2022 18:00 | USA | 0 : 16 (0:6, 0:6, 0:4) | Finsko | BJCC, Birmingham Návštěvnost: 228 |  |

| Zpráva |

## Vyřazovací fáze

### Pavouk
|  | Semifinále | Semifinále |         |   | Finále | Finále |
|  |            |            |         |   |        |        |
|  |            |            |         |   |        |        |
|  | Švédsko    | 6          |         |   |        |        |
|  | Švédsko    | 6          |         |   |        |        |
|  | Česko      | 1          |         |   |        |        |
|  | Česko      | 1          | Švédsko | 6 |        |        |
|  |            |            | Švédsko | 6 |        |        |
|  |            | Finsko     | 5       |   |        |        |
|  | Finsko     | Finsko     | 5       | 5 |        |        |
|  | Finsko     |            |         | 5 |        |        |
|  | Lotyšsko   | 1          |         |   |        |        |

Všechny časy zápasů jsou uvedeny v centrálním letním čase USA (UTC -5, SELČ -7).

### Semifinále
| 11. července 2022 9:30 | Švédsko | 6 : 1 (3:0, 2:0, 1:1) | Česko | BJCC, Birmingham Návštěvnost: 135 |  |

| Zpráva |

| 11. července 2022 12:15 | Finsko | 5 : 1 (1:0, 1:0, 3:1) | Lotyšsko | BJCC, Birmingham Návštěvnost: 131 |  |

| Zpráva |

### O 7. místo
| 11. července 2022 15:00 | USA | 3 : 7 (2:5, 1:1, 0:1) | Thajsko | BJCC, Birmingham Návštěvnost: 163 |  |

| Zpráva |

### O 5. místo
| 11. července 2022 17:45 | Švýcarsko | 12 : 1 (2:1, 0:0, 10:0) | Kanada | BJCC, Birmingham Návštěvnost: 112 |  |

| Zpráva |

### O 3. místo
| 12. července 2022 10:00 | Česko | 7 : 3 (1:0, 2:1, 4:2) | Lotyšsko | BJCC, Birmingham Návštěvnost: 237 |  |

| Zpráva |

### Finále
| 12. července 2022 13:00 | Švédsko | 6 : 5 (0:1, 3:0, 3:4) | Finsko | BJCC, Birmingham Návštěvnost: 807 |  |

| Zpráva |

## Konečné pořadí
| Pořadí           | Tým       |
| ---------------- | --------- |
| Zlatá medaile    | Švédsko   |
| Stříbrná medaile | Finsko    |
| Bronzová medaile | Česko     |
| 4.               | Lotyšsko  |
| 5.               | Švýcarsko |
| 6.               | Kanada    |
| 7.               | Thajsko   |
| 8.               | USA       |

## All Star tým
Členy All Star týmu se stali:
Brankář:  Janis Salcevics
Obránci:  Emil Johansson,  Tobias Gustafsson
Centr:  Justus Kainulainen
Útočníci:  Malte Lundmark,  Ville Lastikka